# Плоское (Северо-Казахстанская область)
Плоское (каз. Плоское) — село в Кызылжарском районе Северо-Казахстанской области Казахстана. Входит в состав Асановского сельского округа. Код КАТО — 595035500.
К югу от села находится озеро Плоское. 

## Население
В 1999 году население села составляло 460 человек (224 мужчины и 236 женщин). По данным переписи 2009 года, в селе проживало 240 человек (125 мужчин и 115 женщин).